# Teagan Micah
Teagan Jade Micah (Moe, Victoria, Australia; 20 de octubre de 1997) es una futbolista australiana. Juega como guardameta para el IL Sandviken en la Toppserien noruega y para la selección de Australia.

## Biografía
Micah nació y creció en Moe, Victoria, donde jugó en el Moe United durante tres temporadas. A los 10 años de edad, se mudó a Redcliffe, Queensland, en donde estudió en el Redcliffe State High School. Entrenó con la Goalkeeping Australia Academy desde los trece años y jugó en la Queensland Academy of Sport.